# Johari Ramli
Johari Ramli (nascido em 20 de março de 1949) é um ex-ciclista malaio. Representou seu país, Malásia, nos Jogos Olímpicos de Verão de 1968.